# Морис Сендак
Морис Сендак (10 юни 1928 – 8 май 2012) е американски илюстратор и писател на детски книги. Става широко известен най-вече с книгата си „Където бродят дивите неща“, публикувана за първи път през 1963 г. Роден в семейство на полски евреи, неговото детство е силно повлияно от смъртта на много от роднините му по време на Холокоста.
Умира през 2012 г. след сърдечен удар.

## Произведения

### Детска литература
- Kenny's Window (1956)
- Very Far Away (1957)
- Outside Over There (1959)
- The Sign On Rosie's Door (1960)
- Alligators All Around (1962)
- Chicken Soup with Rice (1962)
- One Was Johnny (1962)
- Pierre (1962)
- The Making of Where the Wild Things Are (1963)
- Where the Wild Things Are (1963)
- Hector Protector And As I Went Over the Water (1965)
- Higglety Pigglety Pop! (1967)
- In the Night Kitchen (1970)
- Ten Little Rabbits (1970)
- Some Swell Pup (1976) – с Матю Марголис
- Seven Little Monsters (1977)
- We Are All in the Dumps with Jack and Guy (1993)
- Maurice Sendak's Christmas Mystery (1995)
- Mommy? (2006)
- Bumble Ardy (2011)
- My Brother's Book (2013)

### Документални книги
- Fantasy Sketches (1970)
- Caldecott & Co (1988)